# ماري تابان رايت
ماري تابان رايت (بالإنجليزية: Mary Tappan Wright)‏ (14 ديسمبر 1851، ستوبنفيل في الولايات المتحدة - 25 أغسطس 1916، كامبريدج في الولايات المتحدة)؛ روائية أمريكية.